# Condoiești
Condoiești – wieś w Rumunii, w okręgu Vâlcea, w gminie Ștefănești. W 2011 roku liczyła 566 mieszkańców.